# Lecanodiaspis varioseta
Lecanodiaspis varioseta är en insektsart som beskrevs av Howell och Kosztarab 1972. Lecanodiaspis varioseta ingår i släktet Lecanodiaspis och familjen Lecanodiaspididae.
Artens utbredningsområde är Peru. Inga underarter finns listade i Catalogue of Life.